# Programme de restauration sociale
Le Programme de restauration sociale est un manifeste politique québécois publié par l'École sociale populaire le 9 mars 1933. Ce manifeste vise à résoudre les problèmes causés par la crise économique des années 1930 en préconisant des réformes sociales inspirées par la doctrine sociale de l'Église catholique. Le manifeste dénonce à la fois les dérives du capitalisme et celles du communisme, et cherche à trouver une troisième voie entre les deux.
Il prône une meilleure répartition des richesses entre les ouvriers et les patrons, le renforcement des liens entre les villes et les régions (afin que celles-ci puissent se développer ensemble) et l'accroissement de l'autonomie du Québec au sein du Canada.
En politique, il a inspiré le programme de l'Action libérale nationale, en 1934.